# Erich von Wedel
Erich Rüdiger von Wedel (ur. 9 marca 1892, zm. 2 lipca 1954) – niemiecki as myśliwski z czasów I wojny światowej z 13 potwierdzonymi zwycięstwami powietrznymi, dowódca Jagdstaffel 11, kuzyn Hassona von Wedla.
Służbę w Jasta 11 rozpoczął 23 kwietnia 1918 roku. Pierwsze zwycięstwo odniósł 10 maja nad samolotem Camel z 80 Sqdn. Dwukrotnie pełnił obowiązki dowódcy eskadry pomiędzy 2 maja a 21 lipca oraz 27 lipca, a 13 sierpnia roku. Ostatecznie 31 sierpnia został mianowany dowódcą eskadry. Funkcję tę pełnił do końca wojny. Pełnił także funkcję (przez 3 dni) dowódcy Jagdschwader 1.

## Odznaczenia
- Królewski Order Rodu Hohenzollernów
- Krzyż Żelazny I Klasy
- Krzyż Żelazny II Klasy